# Gūr Gaz
Gūr Gaz (persiska: گور گُز, گُرگُز, گورگوز, Gūr Goz, گور گز) är en ort i Iran.   Den ligger i provinsen Hamadan, i den nordvästra delen av landet, 250 km väster om huvudstaden Teheran. Gūr Gaz ligger 1 836 meter över havet och antalet invånare är 211.
Terrängen runt Gūr Gaz är platt åt sydost, men åt nordväst är den kuperad. Runt Gūr Gaz är det ganska tätbefolkat, med 199 invånare per kvadratkilometer. Närmaste större samhälle är Robāţ-e Shūrīn, 19,1 km väster om Gūr Gaz. Trakten runt Gūr Gaz består i huvudsak av gräsmarker.